# Blazon Stone
Blazon Stone (с англ. — «Геральдический камень») — шестой студийный альбом немецкой метал-группы Running Wild, выпущенный совместно немецким филиалом EMI и лейблом Noise Records 4 апреля 1991 года.
Альбом записан в обновленном составе: с новым гитаристом Акселем Морганом и барабанщиком AC, ранее работавшим с группой в качестве «роуди». Также он стал последним с участием бас-гитариста Йенса Беккера, покинувшим состав вместе с AC в мае 1992 года. Морская тема на этот раз отражена в 2 песнях: «Blazon Stone» и «Slavery».

## Список композиций
| №  | Песня                                                         | Авторы музыки  | Авторы текста      | Время |
| -- | ------------------------------------------------------------- | -------------- | ------------------ | ----- |
| 1  | Blazon Stone («Блэйзон-Стоун»)                                | Рольф Каспарек | Рольф Каспарек     | 6:31  |
| 2  | Lonewolf («Волк-одиночка»)                                    | Рольф Каспарек | Рольф Каспарек     | 4:49  |
| 3  | Slavery («Рабство»)                                           | Рольф Каспарек | Рольф Каспарек     | 5:15  |
| 4  | Fire & Ice («Огонь и лёд»)                                    | AC             | AC                 | 4:07  |
| 5  | Little Big Horn («Литтл-Бигхорн»)                             | Рольф Каспарек | Рольф Каспарек     | 4:59  |
| 6  | Over the Rainbow («Выше радуги»)                              | Йенс Беккер    |                    | 1:57  |
| 7  | White Masque («Белая маска»)                                  | Рольф Каспарек | Рольф Каспарек     | 4:19  |
| 8  | Rolling Wheels («Колёса вертятся»)                            | Йенс Беккер    | Йенс Беккер        | 5:33  |
| 9  | Bloody Red Rose («Кроваво-красная роза»)                      | Рольф Каспарек | Рольф Каспарек     | 5:05  |
| 10 | Straight to Hell («Прямо в ад»)                               | Йенс Беккер    | Йенс Беккер        | 3:50  |
| 11 | Heads or Tails («Орёл или решка»)                             | Рольф Каспарек | Рольф Каспарек     | 4:59  |
| 12 | Billy the Kid («Билли Кид») [CD-Bonus]                        | AC             | AC, Рольф Каспарек | 4:49  |
| 13 | Genocide («Геноцид») [CD-Bonus] кавер-версия песни Thin Lizzy | Фил Лайнотт    | Фил Лайнотт        | 4:47  |

## Форматы и переиздания
На CD-версии имеется 2 бонус-трека — песня «Billy the Kid» и кавер-версия песни «Genocide» группы Thin Lizzy (с альбома China Town). Обе песни первоначально вышли на сингле «Little Big Horn».
В 1999 году лейблом Noise Records альбом был переиздан в ремастированном виде с добавлением указанных бонусов.

## Участники записи
- Рольф Каспарек — гитара, вокал
- Аксель Морган — соло-гитара
- Йенс Беккер — бас
- АС (aka Рудигер Дреффайн) — ударные